# Wiek Nowy
Wiek Nowy (рус. «Новый Век») — газета, выходившая во Львове в 1901—1939 годах на польском языке.
Сначала была органом галицких демократов, а с начала 1911 — органом Польской прогрессивной партии. После 1918 — популярная городская иллюстрированная газета, не связанная ни с одной политической партией. Выходила и во время Первой мировой войны.
Ответственный редактор И. Кшиштофович, редактор Б. Ласковницкий.
Тираж газеты «Wiek Nowy» колебался от 20 000 экземпляров в 1912 году, до 40 000—80 000 экз. в 1920—1939 гг.
Выходила в издательском союзе «Wiek Nowy», с 1930 — «Prasa Nowa».
С газетой сотрудничали видные деятели польской культуры, среди них, Я. Галл, Г. Запольская, А. Струг, З. Богданович, Бруно Ясенский и другие.
В 1926—1939 годах выходил недельный приложение «Kronika Ilustrowana» «Wieku Nowego».
Прекратила печататься после вступления РККА во Львов в 1939 году.